# Dziguilao
Dziguilao – miasto i gmina w Kamerunie, w prowincji Północnej Dalszej, w departamencie Mayo-Kani.